# روبرت جي. دان
روبرت جي. دان (بالإنجليزية: Robert G. Dunn)‏ هو سياسي أمريكي، ولد في 25 يناير 1923، وتوفي في 15 مارس 2017. حزبياً، نشط في الحزب الجمهوري. وقد انتخب عضو مجلس نواب مينيسوتا.